# Одд Гассель
Одд Гассель (норв. Odd Hassel; 17 травня 1897, Осло — 11 травня 1981) — норвезький фізико-хімік, член Норвезької АН в Осло (1933). Лауреат Нобелівської премії з хімії 1969 року.

## Біографія
Закінчив університет в Осло (1920). Освіту продовжував в університетах Франції, Італії, Німеччини (1921 -25). Доктор філософії (1924). Доцент (з 1926), професор університету в Осло (1934 -64).

## Основні роботи
Один з основоположників конформаційного аналізу, автор ряду фундаментальних робіт з стереохімії і кристалохімії.
Хассель вперше рентгенографічно досліджував циклогексан і показав, що його шестичленний цикл має форму (конформацію) крісла; показав, що таку ж конформацію мають похідні циклогексану системи, що містять конденсовані циклогексанові кільця, а також деякі цукри, наприклад піранози; запропонував номенклатуру і позначення замінників у різних положеннях циклічних молекул.

## Нобелівська премія
Нобелівська премія з хімії (1969; спільно з англійським хіміком Дереком Бартоном).